# Deinacrida heteracantha
Espèce
Statut de conservation UICN

VU : Vulnérable
Deinacrida heteracantha, également connu sous le nom européen de Wētā géant de la Petite Barrière ou sous le nom maori de Wētāpunga, est une espèce de wētā de la famille des Anostostomatidae (ordre des Orthoptères). Il est endémique de Nouvelle-Zélande, où il ne survit quasiment plus que sur l'île de la Petite Barrière, des introductions étant en cours sur d'autres îles exemptes de prédateurs. Ce très grand wētā, incapable de voler, se nourrit principalement la nuit, mais est également actif le jour, se déplaçant dans la végétation basse. L'espèce est principalement herbivore et se nourrit de feuilles. Il a été classé comme vulnérable par l'UICN en raison du déclin continu de sa population et de sa distribution restreinte.

## Systématique
L'espèce Deinacrida heteracantha a été décrite en 1842 par le zoologiste écossais Adam White (1817-1878).

## Caractéristiques
Deinacrida heteracantha pèse en moyenne entre 9 et 35 g, mais peut atteindre plus de 70 g. La longueur moyenne du corps est d'environ 7,5 cm,,. L'espèce présente un dimorphisme sexuel, les femelles étant beaucoup plus grandes que les mâles. Ces wētā ont un abdomen large, une tête ronde et des mandibules courtes. Par rapport aux autres espèces de grillons, les wētā ont des antennes relativement courtes mais des pattes arrière puissantes. Ils sont généralement dépourvus d'ailes.

## Comportement
À l'âge adulte, ces wētā géants mènent une vie nomade, changeant régulièrement de lieu de vie. Ils sont solitaires et plutôt nocturnes. Ils apprécient pouvoir s'abriter sous des écorces ou dans les cavités des arbres mahoe et pohutukawa. Les mâles ont tendance à se déplacer davantage que les femelles.

### Cycle de vie et reproduction
Les wētāpungas peuvent vivre jusqu'à deux ans. Les œufs sont pondus pendant les mois du second été austral, d'octobre à décembre. Les œufs éclosent ensuite entre mars et avril de l'année suivante. Ils s'accouplent toute l'année à l'exception des mois de l'hiver austral, de juin à août. L'accouplement commence le matin et se poursuit tout au long de la journée, le spermatophore du mâle restant inséré dans la plaque sous-génitale de la femelle. Les femelles pondent leurs œufs la nuit dans un sol humide. Les œufs sont pondus individuellement ou par groupes de cinq dans une zone d'environ 15 cm2 et à environ 2 à 3 cm de profondeur. Les femelles pondent des œufs régulièrement, mais seule une petite partie d'entre sont fertilisés lors des accouplements. Les œufs incubent en moyenne pendant 125 jours et seuls 36 % d'entre eux éclosent.
Après leur éclosion, les wētāpungas juvéniles muent neuf fois. Chez les femelles, l'ovipositeur devient visible après la deuxième mue. Au sixième stade, la différence entre les individus mâles et femelles devient évidente. Chaque stade dure en moyenne entre cinq et six semaines. Deinacrida heteracantha possède un stade supplémentaire par rapport aux autres espèces de son genre, ce qui explique le taille plus importante.
Deinacrida heteracantha ne stridule pas pour courtiser la femelle : les sexes se reconnaissent à l'odorat et au toucher.

### Stridulation
Deinacrida heteracantha possède pourtant un appareil stridulatoire, qui lui permet de produire différents sons en frottant une cheville fémorale contre une crête abdominale. Les chevilles fémorales sont une structure allongée et surélevée. Deinacrida heteracantha présente deux crêtes abdominales : une majeure plus longue et plus haute, et une mineure qui n'entre normalement pas en contact avec les chevilles fémorales. Les stridulations de Deinacrida heteracantha sont très variées mais ne sont utilisées que dans les mécanismes de défense interspécifiques : il en existe une grande variété chez les orthoptères. D. heteracantha a un spectre sonore de magnitude linéaire à large bande (kHz) qu'il produit pour les sons défensifs. Ils ont un pic majeur à 20 kHz et un pic mineur autour de 40-50 kHz. 

## Habitat et répartition

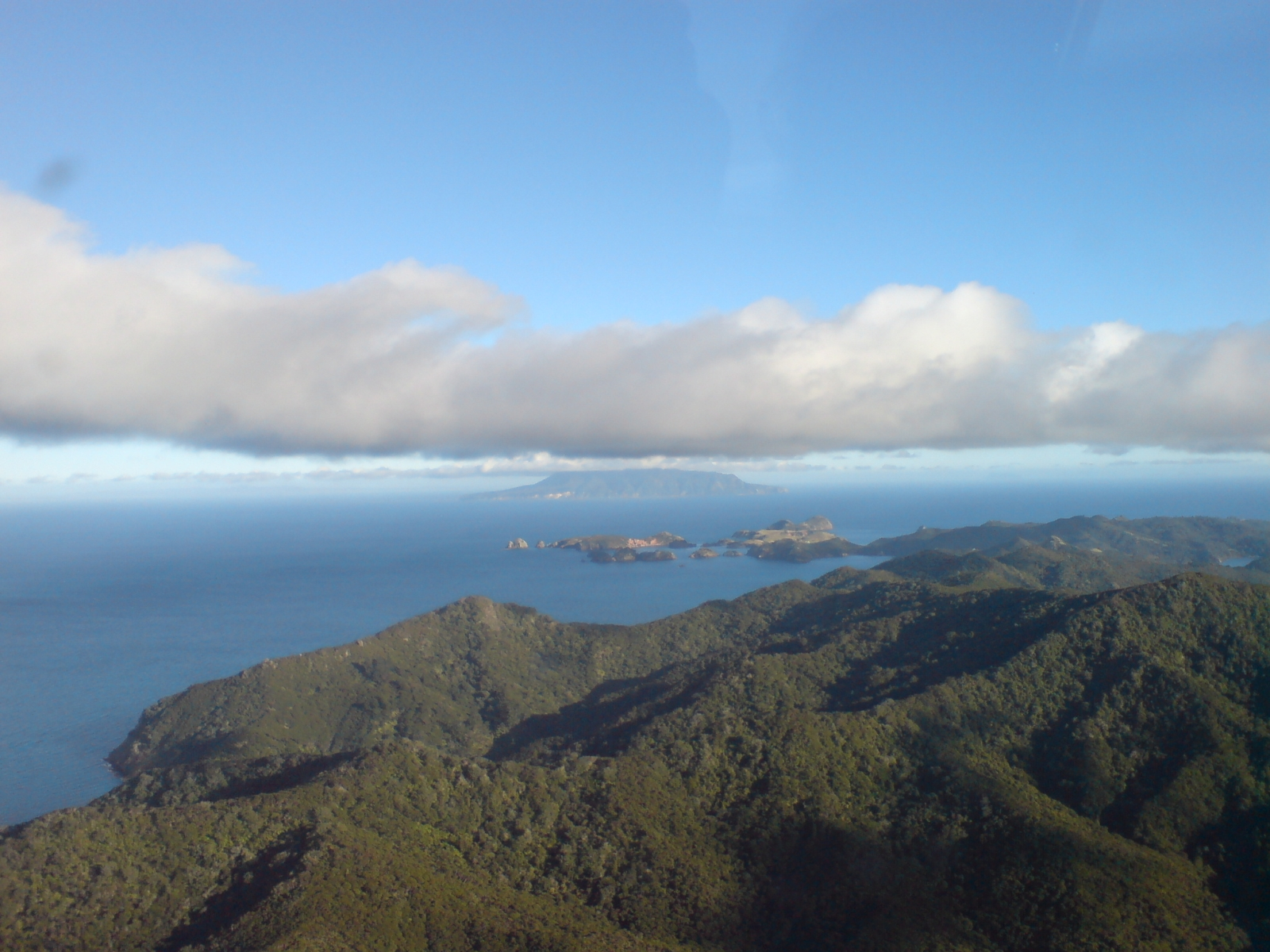
Île de la Petite Barrière.

Le wētāpunga est un insecte forestier arboricole que l'on trouve sur la petite île de la Petite Barrière, de 3 083 ha, située au large des côtes de la Nouvelle-Zélande. Il occupait autrefois les forêts du Nord de la Nouvelle-Zélande, notamment autour de Northland et Auckland. Sa gamme d'habitats sur l'île va des forêts secondaires proches des côtes à la forêt de Kauri à moyenne altitude. Les forêts secondaires sont dominées par la fougère argentée, le palmier Nikau, le Mahoe et le Kohekohe.

## Menaces

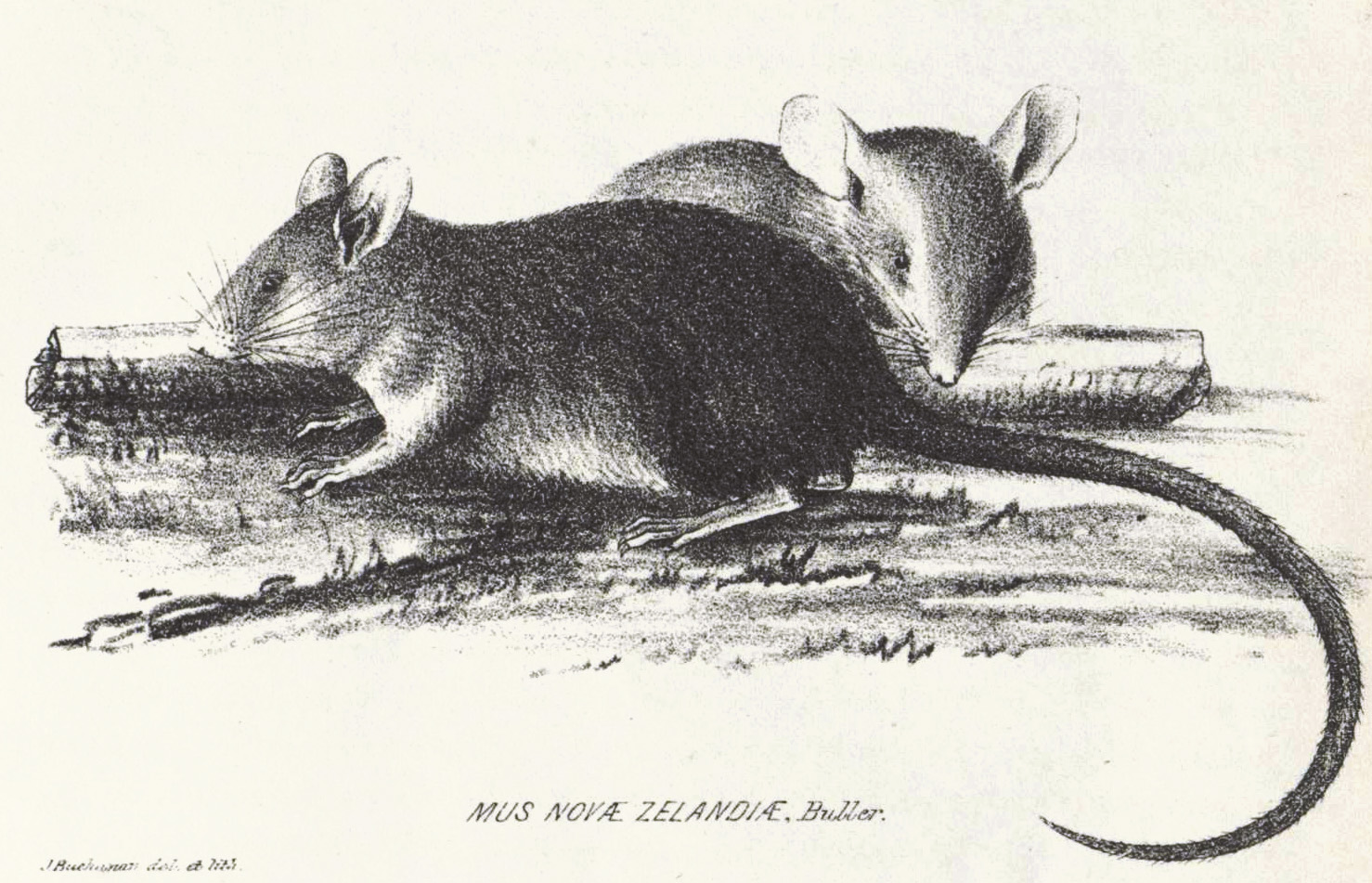
Rat kiore.

Les effectifs de wētāpunga sur l'île de la Petite Barrière ont fortement diminué depuis les années 1950, principalement à cause de la prédation par les rats kiore. 
Jusqu'à leur éradication complète dans les années 1980, de nombreux chats harets peuplaient également l'île et ont capturé des wētāpunga.
Les rats polynésiens (Rattus exulans) ou kiore en maori, étaient l'un des principaux prédateurs de Deinacrida heteracantha et ont eu largement réduit les populations, comme c'est généralement le cas avec les rongeurs invasifs. La population de rats polynésiens a fortement augmenté après l'élimination des chats harets de l'île à la fin du XXe siècle. Les rats se nourrissaient principalement de juvéniles wētās qu'ils tuaient pendant la nuit. Les tiekés (oiseaux insectivores) les chassant pendant la journée, les wētāpunga étaient donc constamment sous pression. L'éradication du rat kiore en 2004 fut un succès. Après cela, l'effectif de la population de wētāpungas a augmenté d'année en année et une multiplication par quatre du nombre d'individus a été signalée six ans après la disparition du rat.
D'autres prédateurs incluent le Tuatara (Sphenodon punctatus), les geckos, le Kiwi de Mantell (Apteryx mantelli) pendant la nuit, et les martins-pêcheurs et le Coucou de Nouvelle-Zélande (Urodynamis taitensis) le jour.

## Élevage en captivité et remise en liberté

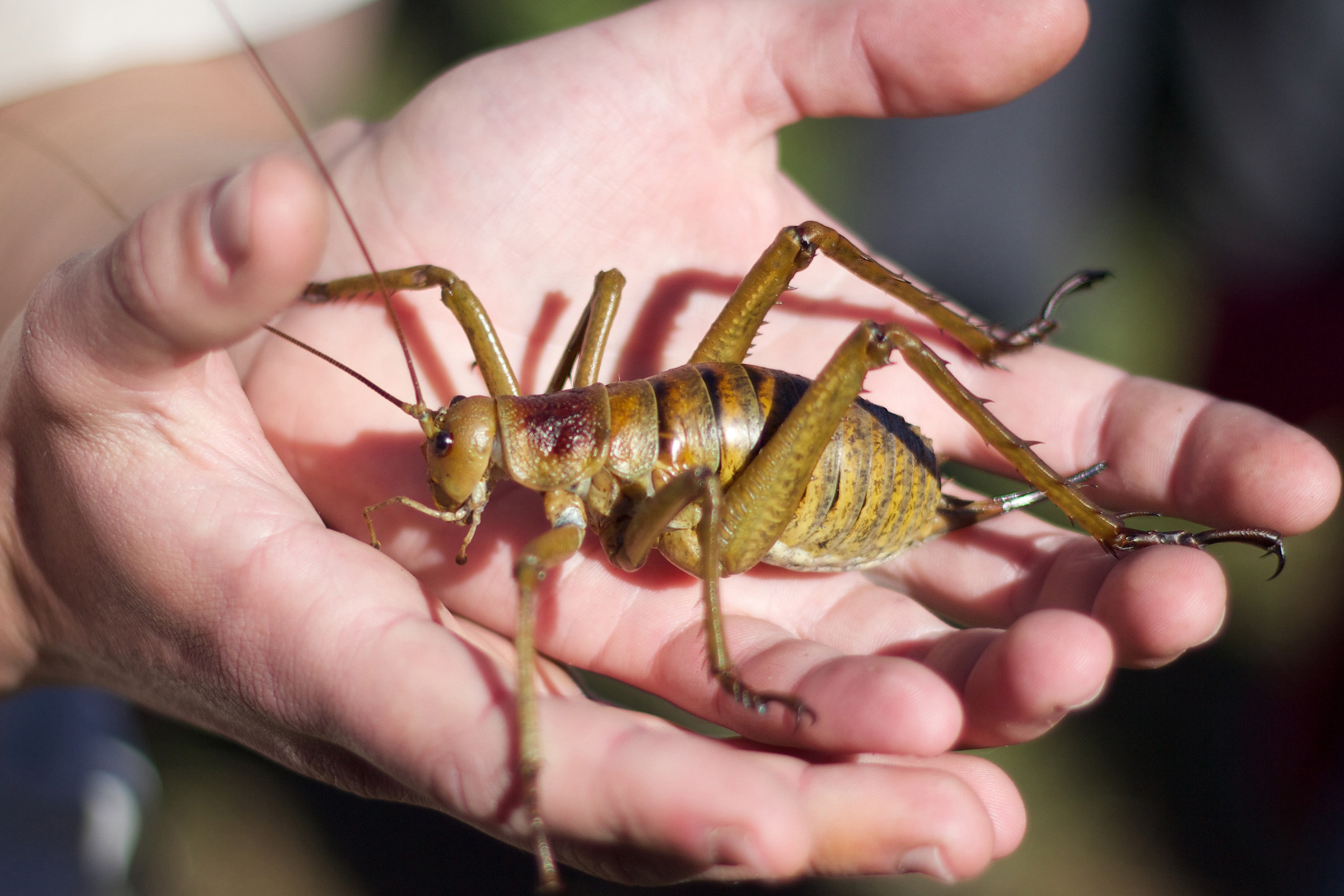
L'un des 150 D. heteracantha relâchés sur l'île de Tiritiri Matangi le 1er mai 2014.

D. heteracantha est actuellement classé comme vulnérable par l'UICN. Depuis 2008, le département de conservation est impliqué dans un programme d'élevage et de réintroduction sur d'autres îles pour éviter que toute la population réside sur une seule. Des individus capturés sur l'île de la Petite Barrière ont été élevés avec succès en captivité à Butterfly Creek et au zoo d'Auckland. Les descendants ont été relâchés sur les îles Motuora et Tiritiri Matangi, en plus d'adultes capturés directement sur la Petite Barrière, l'objectif étant de constituer des populations viables et autosuffisantes sur ces îles dépourvues de prédateurs. En 2016, une femelle adulte a été observée sur l'île de Tiritiri Matangi, dans la zone où la première population a été relâchée ; elle ne peut être qu'une descendante des 25 individus de la population initiale libérée en 2011. Des individus transférés sur l'île de Tiritiri Matangi en 2014 ont été observés en train de s'accoupler et en 2018, 300 wētāpungas du zoo d'Auckland ont été relâchés sur une île des Noises, au nord-est de l'île de Rakino ; à ce moment-là, 4 300 individus élevés en captivité avaient été relâchés sur des îles du golfe d'Hauraki.